# 羅根 (電影)
是一部於2017年上映的美國超級英雄電影，改編自漫威漫畫旗下的同名超級英雄金鋼狼的故事，本片由漫威娛樂、TSG娛樂與The Donners' Company製作，並由二十世紀福斯負責發行。本片為X戰警系列電影的第十部作品，但故事發生於一個獨立的宇宙，與系列中的其他作品無關；本片亦是2013年電影《金鋼狼：武士之戰》的續集，《金鋼狼》三部曲中的最後一部。劇情的靈感來自馬克·米勒和史提夫·麥尼文所創作的漫畫《暮狼歸鄉》。本片由詹姆斯·曼高德執導，與麥可·葛林及史考特·法蘭克根據大衛·詹姆士·凱利和曼高德所提供的故事撰寫劇本，並由休·傑克曼、派崔克·史都華、理查·E·格蘭特、波伊德·霍布魯克、史蒂芬·默錢特、達芙妮·金、艾瑞奇·拉·塞拉、伊莉斯·尼爾和伊莉莎白·羅里奎茲等人主演。
主體攝影於2016年5月2日在路易斯安那州開始，同年8月19日於新墨西哥殺青，取景地點主要在路易斯安那州、新墨西哥州以及密西西比州。
該片最先於2017年2月的第67屆柏林影展上首映，並定於2017年3月3日在美國上映（含3D和IMAX版）。
該片入圍2018年第90屆奧斯卡金像獎奧斯卡最佳改編劇本獎。

## 劇情
2029年，變種人已瀕臨絕種，過去25年來沒有誕生過任何變種人。如今生無可戀的羅根在美國德州艾爾帕索當加長轎車司機，不但因自癒因子衰退導致歲月蒼老，還因為體內的亞德曼金屬毒害身體。羅根和卡利班以及90歲的查爾斯·賽維爾隱居在靠近美墨邊境的廢棄冶煉廠中，而查爾斯患上失智症導致心電感應能力日漸不穩定，一旦出現癲癇則會對周圍人帶來毀滅性的精神壓迫，也是因此在一年前造成數百名平民與幾名X戰警喪生，他自己卻記不清事情經過。羅根從此日復一日地陷在惡夢裡無法自拔、借酒消愁，一心想籌錢買遊艇來帶查爾斯遠離一切。直到來自跨國生技企業「亞克萊基因公司」（Alkali Transigen）的墨裔護士嘉布拉突然向羅根求助，希望羅根能載她和身邊的11歲女孩蘿拉，前往北達科他州的一個稱作「伊甸園」的避難所。
羅根原本不情願幫助她，但看在豐厚酬金之下勉強答應送她们一程，但早晨回旅館接人時卻發現嘉布拉已被殺，只能拿走她的手機和酬金後打道回府。然而，亞克萊公司麾下的保全主管唐諾·皮爾斯尾隨羅根到工廠，索要嘉布拉身邊的蘿拉。躲在羅根車後箱跟來的蘿拉扔鐵棍打昏皮爾斯，而查爾斯交代他其實近來都用心電感應和蘿拉交談，但羅根對她的存在感到不解。而皮爾斯清醒後帶來他的私人軍隊掠奪者與警察隊伍，將卡利班抓為人質後攻佔工廠。羅根和查爾斯無路可走時，蘿拉突然展現出與羅根相似的金剛爪與自癒能力，與羅根共同殺死多數敵人後一起坐車逃出工廠。
羅根通過嘉布拉手機中的自白錄影得知，亞克萊靠多數變種人DNA哺育出一系列變種實驗小孩，而蘿拉是由羅根的DNA所哺育，因而身為羅根的女兒；由於公司發現所有實驗小孩太難控制，因此開始著手另一項神秘高階的項目，正準備一併清除所有小孩，她和其他護士搶先將所有變種小孩釋出實驗室。之後，羅根一行人躲進奧克拉荷馬市一家酒店，羅根換車過程中發現伊甸園出現在蘿拉掌有的幾本《X戰警》漫畫中，認為這是嘉布拉對蘿拉腦子裡灌輸的無稽之談。掠奪者強制卡利班追蹤到他們藏身的酒店，闖進去時卻導致查爾斯癲癇發作，使整間酒店住戶遭受精神壓迫。羅根忍著痛苦殺光周圍敵軍後帶蘿拉和查爾斯逃出酒店，上路期間下車幫助負責農務的威爾·孟森一家，因此得到他們的晚餐和留宿款待，羅根還幫他們打跑長期敲詐他們一家的本地惡霸。
留宿晚間，亞克萊的主管桑德·萊斯前來援助皮爾斯並釋出「X-24」：基因公司以羅根為基因藍本做出的完美複製體。X-24重傷查爾斯，殺死威爾的妻兒後將蘿拉帶走，羅根搶救不及就目睹查爾斯表示懺悔後逝世。遭囚禁的卡利班受不了掠奪者的殘酷，偷拿並拉響手榴彈炸毀整輛車而犧牲。當時，剛被打跑的惡霸因不甘心而帶人回來算賬，使X-24轉身過去殺他們。羅根同一時間和X-24對打，卻因體質衰老而處於下風。傷重的威爾開車將X-24撞至乾草車上，彈藥用盡之下也一同身亡。羅根帶著蘿拉繼續逃亡，清晨時將查爾斯安葬在林中的湖邊。傷重的羅根被蘿拉送去緊急醫療診所包紮傷勢，蘿拉堅持要去伊甸園，而羅根不相信地方存在，跟蘿拉經過激烈爭吵過後決定去看看。經過兩天駕駛，兩人到達靠近美加邊境的伊甸園，裡面都是從亞克萊實驗室中逃跑的小孩。
羅根得知變種小孩齊聚一堂是為了穿越邊境到加拿大以遠離亞克萊的地盤，他決定就此跟他們分道揚鑣。隔天，所有小孩離開小屋踏上旅程，但掠奪者卻透過蘿拉留在孟森家中的合照背面的座標，找到伊甸園後展開圍捕。羅根發現他們遭追殺後，立即注射他們所留下能夠暫時性提升他的自癒能力的血清，恢復體能後跑去援助。羅根很快因藥效消失而恢復蒼老，萊斯現身向羅根表示其父當初在X武器研究基地中被羅根所殺，從此便致力於將扼殺變種基因的元素藏於水源和食物中，對人類無害的同時也導致變種人幾近滅絕。羅根趁隙槍殺萊斯，蘿拉釋放她的朋友們後殲滅掠奪者軍團。
窮途末路的皮爾斯釋出X-24，剛想趁他跟羅根與蘿拉惡戰時開車逃跑，但變種小孩集體用各自的能力將皮爾斯殺死並活埋。當羅根被重傷後，蘿拉拿槍發射出羅根隨身多年的的亞德曼金屬製子彈才殺死X-24。臨死前的羅根在蘿拉陪伴下，首次體驗到家人陪伴以及做父親的感覺後安詳離世，結束他悲壯漫長的一生。最後，蘿拉和夥伴們將羅根埋葬在湖邊，蘿拉引用電影《原野奇俠》裡的對白作為悼念詞後，大家便繼續上路穿越邊境。對父親戀戀不捨的蘿拉，走前將羅根墓前的十字架放置成X狀，藉此永遠紀念她的父親，並是最後一位X戰警。

## 角色
| 演員                                  | 角色                                                               | 介紹 |
| 休·傑克曼 Hugh Jackman                | 「金鋼狼」詹姆士·「羅根」·赫利特 James "Logan" Howlett / Wolverine | 變種人，前X戰警成員，大約出生於1830年，雖然有著緩慢的衰老速度，但在經過近200年的歲月中也成為了一位年邁的滄桑浪人。擁有快速癒合的能力，並經常以亞德曼金屬雙爪為武器；但經過漫長的歲月，使他的癒合能力逐漸弱化。因為一年前查爾斯的失控，導致他身處於痛苦裡無法自拔，經常藉酒消愁和逃避過去，如今當起轎車司機來糊口。直到遇見嘉布拉和蘿拉，才開始讓他重拾過去的存在使命。 |
| 休·傑克曼 Hugh Jackman                | X-24                                                               | 亞克萊基因公司的科學成果，以羅根的DNA創造的完美複製體，沒有感情，只懂得殺戮，聽從於桑德·萊斯。 |
| 派崔克·史都華 Patrick Stewart         | 「X教授」查爾斯·賽維爾 Charles Xavier / Professor X                | 變種人，擁有世上最強大的心靈感應能力，X戰警的創始人和前領導人。現因為阿茲海默症所苦而導致他的強大能力成為一顆不定時炸彈，一旦失控會給周圍人帶來足以致命的精神壓迫。 |
| 波伊德·霍布魯克 Boyd Holbrook         | 唐諾·皮爾斯 Donald Pierce                                          | 亞克萊基因公司的保全主管，冷血、殘酷又無情，一半身體是機械骨骼，率領著號稱「掠奪者」的雇傭兵軍團，受桑德·萊斯雇用來抓回逃離監禁的變種小孩。 |
| 理查·E·格蘭特 Richard E. Grant        | 桑德·萊斯 Zander Rice                                              | 亞克萊基因公司的科研主管，新一代變種人的創造者，父親多年前死於羅根之手，為了復仇而開始變種基因的各種研究，他的成果促成現今變種人所剩無幾的社會。 |
| 史蒂芬·默錢特 Stephen Merchant        | 卡利班 Caliban                                                     | 變種人，有白化症、怕見陽光，擁有感知和追蹤其他變種人的能力。一年前受羅根託付一同照顧查爾斯，主要負責藏身農場的家務事和追蹤變種人。 |
| 達芙妮·金 Dafne Keen                  | 「X-23」蘿拉·金尼 Laura Kinney / X-23                              | 一位神秘的變種小女孩，亞克萊基因公司的成果之一，擁有和羅根「一模一樣」的能力，被嘉布拉和其他的變種小孩一同從公司實驗室裏救出。體內的變種基因來自羅根，為其基因學上的「女兒」，在逃亡的路途上，也逐漸和羅根成為真正意義上的父女。 |
| 伊莉莎白·羅里奎茲 Elizabeth Rodriguez | 嘉布拉·羅培茲 Gabriela Lopez                                       | 亞克萊基因公司的護士，因為長期對變種小孩有同情心，在他們即將被清除前釋放了他們，獨自帶著蘿拉逃亡時試圖向羅根求助。 |
| 艾瑞奇·拉·塞拉 Eriq La Salle          | 威爾·孟森 Will Munson                                              | 為羅根等人逃亡時在路邊遇到的友好農夫，和家人們長期爭奪農場土地的擁有權。 |
| 伊莉斯·尼爾 Elise Neal                | 凱瑟琳·孟森 Kathryn Munson                                         | 威爾的妻子，為人同樣十分友好，自願讓出手幫忙的羅根等人留宿過夜。 |
| 奎西·豪斯 Quincy Fouse                | 奈特·孟森 Nate Munson                                              | 威爾和凱瑟琳的兒子。 |

大衛·康勒衛和克日什托夫·索斯亞斯基分別扮演丹尼·羅茲（Danny Rhodes）和莫霍克（Mohawk），影片中出現的掠奪者成員。而該片為史丹·李繼《X戰警2》、《X戰警：第一戰》、《X戰警：未來昔日》及《驚奇4超人》之後，第五部未在漫威福斯電影宇宙中客串角色的電影。

## 製作

### 初期发展阶段
2013年11月，二十世纪福斯就另一部金刚狼独立电影项目展开谈判，詹姆斯·曼高德为该片撰寫前期劇本纲要（Treatment），而蘿倫·舒勒·唐納以“The Donner Company”回归制作该片。在那时，休·杰克曼对回归另一部金刚狼电影处于模棱两可的态度，虽然杰克曼坚持认为他与福克斯的合同在拍完《X战警：逆转未来》（2014年）后需要重新协商，并不意味着他会离开该系列，因为他从《X戰警2》（2003年）开始一直以“每次一部”的形式拍该系列电影。他还談到，「我想和吉姆和制作人蘿倫·舒勒·唐納一起共事，因为我们有非常好的经驗，我真的为《金刚狼2》（2013年）感到骄傲。」。该月后期，詹姆斯·曼高德宣布，电影的前期制作和剧本初稿写作方面还没有开始，虽然他进一步表示，“我会说我还没進行到那一步，但我已经開始在『用手指按按鍵了』，我们就这么说吧。我们一直在打字，一直在构思新想法，并与主创人员一直沟通。”。
在《金刚狼2》发行后不久，曼高德谈及一部潜在的续集，目的是不将其变成“世界能得救吗？”主题电影，同时也强调“不会拍出同样的电影”。曼高德也提到了他可能用到的一些潜在的故事发展框架，同时也处理以角色为中心的问题，“我认为对我来说最重要的是，你听说我如何构造脚本，只是找出关键的关系，它是什么，整部电影的主题是什么，我有一个好的角度，但我还没准备好谈论它！”。2013年12月，杰克曼谈到接近他扮演这个角色的结束，虽然他声明这部电影仍处于初期发展阶段。杰克曼还透露，曼高德和他已经开始谈论潜在的想法，他补充表示：“曼高德和我昨晚在电话上谈论了一些想法，但没有剧本和作家，所以一切仍然无法确定。”

### 拍攝
2015年3月5日，詹姆斯·曼高德預計拍攝將在「明年初」開始。在拍攝之前，電影獲得名為《Juarez》的暫定名稱，以降低拍製作時的關注度。2016年3月1日，曼高德正準備於路易斯安那州新紐奧良取景，5月開始進行。主要攝影始於2016年5月2日，地點位在路易斯安那州的新奧爾良，而其原定開拍日期為2016年4月25日。2016年8月下旬，宣布殺青。

### 音樂
2016年7月1日，宣布《羅根》的配樂將由克里夫·馬丁尼茲負責。然而，同年12月31日，曼高德表示，曾與曼高德在《金鋼狼：武士之戰》和《決鬥猶馬鎮》中合作過的馬可·貝爾特拉米將為電影製作配樂。

## 發行
2014年3月21日，二十世紀福斯宣布，《羅根》將於2017年3月3日在美國廣泛上映。2015年12月30日，福斯表示電影將以IMAX格式發行。正式片名《Logan》是由傑克曼於2016年10月5日公布。2016年10月20日，釋出首支正式預告，該預告引用了強尼·凱許的歌曲《Hurt》。
2017年初，宣布《羅根》被選定於第67屆柏林影展上以「非競賽片」身份作首映。2月时，片方宣布影片将于3月3日在中国大陆上映，官方译名为“金刚狼3：殊死一战”，同月23号，时光网报道由于该片包含大量暴力血腥场面，中國版片长将会是123分钟，比原版删减了14分钟。此外，《羅根》在中国大陆还成为首部按照《中华人民共和国电影产业促进法》相关规定需要明确指出“小学生及学龄前儿童应在家长陪同下观看”的电影。臺灣為輔15級，香港為III級，新加坡為M18級，未成年人不得觀賞，為137分鐘的一刀未剪版本。
《羅根》在美国放映前播放的贴片是《死侍》的一段短片，名为“No Good Dead”（好心沒好報）。作为没有在正片中出现的斯坦·李，在于该预告短片中登场，他被死侍认出并被斥责。

## 回響

### 評價
《羅根》凭借出色的演出，导演，剧本和对金刚狼神话史的尊重而獲得了一致好評，甚至有些影評人認為這是至今最佳的《X戰警》電影。爛番茄根據427條評論，持有94%的新鮮度，平均得分8.0/10，对该片的综合评价如下，“在一部暴力但深思到令人惊讶的超级英雄动作电影里，休·杰克曼通过其严肃和独特的表演完美的谢幕了“金刚狼”这个不朽角色。”。Metacritic得分77，代表「普遍正面好評」的評價。

### 票房
北美方面，該片於首週末的預測票房成績自6,000萬美元不斷上升至8,000萬美元。然而票房專家指出，數字可能攀升的更高。而福斯的估計較為保守，預計首週末的收入額約落在6,000萬美元的範圍內。該片於星期四的午夜場中進帳950萬美元，與《X戰警：天啟》（820萬美元）和《奇異博士》（940萬美元）的成績相當。美國首映週末票房收入為8,841萬美元，位居當週票房冠軍，並成為《金鋼狼》系列電影中最高的首週末成績。截至2017年3月3日，《羅根》在美國及加拿大的票房收入為3,300萬美元，其他地區3,800萬美元，而其製片預算則是9,700萬美元。
台灣方面，首日票房為新台幣4500萬元；首周六天票房為新台幣1.46億元；最終全台票房為新台幣2.21億元。
中国大陆方面，最终票房7.3億人民币。
| 上一届： 《逃出絕命鎮》       | 2017年美國週末票房冠軍 第9週         | 下一届： 《金刚：骷髅岛》 |
| 上一届： 《為了與你相遇》     | 2017年台北週末票房冠軍 第9週         | 下一届： 《金刚：骷髅岛》 |
| 上一届： 《恐襲波士頓馬拉松》 | 2017年香港週末票房冠軍 第10-11週     | 下一届： 《美女與野獸》   |
| 上一届： 《生化危机6：终章》  | 2017年中国內地一周票房冠军 第10-11週 | 下一届： 《美女與野獸》   |

## 未來
自電影製作以來，萊恩·雷諾斯和傑克曼雙雙承認他們渴望死侍與金鋼狼能一同出現在另一部劇情長片中。《惡棍英雄：死侍》續集的編劇表示，儘管《羅根》是傑克曼飾演金鋼狼的最後一部作品，但兩個演員的慾望增加了其在未來發生的潛力。2017年2月，《金鋼狼：武士之戰》和《羅根》的聯合編劇及導演詹姆斯·曼高德表示，隨著蘿拉·金尼／X-23進入X戰警電影世界，他希望看到這個角色出現在未來的電影中，如果成真，他會想以某種形式參與。同月，派崔克·史都華表示，自己將不會在未來的系列電影中繼續飾演X教授一角，但派崔克卻在2022年電影《奇異博士2：失控多重宇宙》中回歸飾演X教授，成為首位以X战警身份加入漫威電影宇宙的演員。2022年9月25日，萊恩·雷諾斯在《死侍3》的前導短片中宣佈休·傑克曼將加盟該片並回歸飾演金剛狼。

## 榮譽
- 第90屆奧斯卡金像獎
  - 提名-奧斯卡最佳改編劇本

## 備註
1. ↑  依照電影上映順序。
2. ↑  依照電影上映順序。
3. ↑  「人必須忠於自己，喬伊。不能違背自己的本能，沒有任何東西比活下去更艱難。這條路沒有退路，是對是錯，你我必須背負，直至一生。現在快回去找你的媽媽，告訴她一切安好，山谷裡不再有槍響了……」

## 外部連結
- 官方网站
- Box Office Mojo上《羅根》的資料（英文）
- 互联网电影数据库（IMDb）上《羅根》的资料（英文）
- 爛番茄上《羅根》的資料（英文）
- Metacritic上《羅根》的資料（英文）
- AllMovie上《羅根》的资料（英文）
- 開眼電影網上《羅根》的資料（繁體中文）
- 时光网上《羅根》的資料（简体中文）
- 豆瓣电影上《羅根》的資料 （简体中文）